# Cameron Hunt
Cameron Lee Hunt (Duncanville (Texas), 25 de agosto de 1997) es un baloncestista estadounidense que pertenece a la plantilla del Joventut de Badalona de la Liga ACB española. Con 1,91 metros de estatura, juega en la posición de base.

## Trayectoria deportiva
Jugó cuatro temporadas en Southwestern College, desde 2015 a 2019. Tras no ser elegido en el Draft de la NBA de 2019, el 4 de octubre de 2019, firmó por TG Würzburg de la ProB (Basketball Bundesliga), la tercera división germana y filial del s.Oliver Baskets.
En la temporada 2020-21, firma por s.Oliver Baskets de la Basketball Bundesliga, con el que disputa 34 partidos en los que promedia 11.85 puntos.
El 16 de julio de 2024, firma por el Bàsquet Manresa de la Liga Endesa. 